# Biblioteca comunale di Magonza
La Biblioteca comunale di Magonza si trova nella parte nuova di Magonza, chiamata Mainz-Neustadt, alla sinistra del Theodor-Heuss-Brücke. La collezione conta 600.000 tra libri e periodici.
Le sue origini sono strettamente legate a quelle dell'archivio storico. 
I libri che appartengono a questa biblioteca originariamente facevano parte della biblioteca dell'Università di Magonza (Bibliotheca Universitatis Moguntinae) fondata dal principe elettore Adolfo II di Nassau, che era stata fondata nel 1477. Alla fine del 1798, in ottemperanza al trattato di Campoformio, è stata soppressa. La sede attuale, venne progettata da Karl Göttelmann e realizzata tra il 1912 e il 1913 in stile Art Nouveau.

## Fondi moderni
- Fondo Peter Cornelius
- Fondo Joseph Scholz

## Fondi antichi
- Fondo Incunabolo